# ひと夏のKIDSゲーム
『ひと夏のKIDSゲーム』（ひとなつのキッズゲーム）は、『ラブひな』の作者である赤松健の短編漫画作品であり、赤松のデビュー作品。この漫画は、1993年9月10日に講談社の『マガジンFRESH』9月号に掲載された。その後、週刊少年マガジン新人漫画賞と審査員特別賞を受賞した。この漫画は、2001年5月20日に再出版された。